# China Open 2024 (Tennis)
Die China Open 2024 fanden vom 26. September bis 6. Oktober 2024 im Olympic Green Tenniszentrum in Peking statt. Bei den Männern waren sie Teil der ATP World Tour 500, bei den Damen handelte es sich um ein WTA-Premier-Mandatory-Turnier.

## Herren
→ Qualifikation: China Open 2024 (Tennis)/Herren/Qualifikation

## Damen
→ Qualifikation: China Open 2024 (Tennis)/Damen/Qualifikation